# Бурый ушан
Бурый, или обыкновенный ушан (лат. Plecotus auritus) — один из видов рода ушанов из семейства обыкновенных летучих мышей (Vespertilionidae). От остальных палеарктических представителей семейства ушаны отличаются очень длинными ушами (по длине почти равными предплечьям). У спящих зверьков уши заложены назад и спрятаны под крылья. Во время полёта уши полностью подняты и вытянуты вперед, в состоянии покоя они складываются и загибаются в стороны, напоминая рога барана. Имеют относительно большие глаза и щелевидные ноздри. Мех длинный и шелковистый, коричневый сверху и серо-коричневый снизу. Вес составляет 6-12 граммов, самки немного крупнее самцов. 
Зубная формула: {\displaystyle I{2 \over 3}C{1 \over 1}P{1 \over 2}PmP{1 \over 1}M{3 \over 3}}. 
Распространен по всей Палеарктике от Португалии на западе до Камчатки на востоке, от Северной Африки, Ближнего Востока, Ирана и Центрального Китая на юге до 60—62 градуса с. ш. на севере.
Летом днюет в различных естественных (щели под отставшей корой, дупла деревьев, пещеры) и искусственных убежищах (чердаки и щели домов), поздней ночью вылетает на кормежку. Нередко ловит насекомых или пауков, сидящих на листьях или ветвях, при этом умеет зависать в воздухе перед добычей, быстро взмахивая крыльями. Зимует в естественных пещерах или искусственных подземных сооружениях. Распространение и образ жизни даны по очерку Кузякина (1944: с. 86-87).

## Размножение
Бурые ушаны спариваются осенью, но самки откладывают оплодотворение до весны (конец апреля–мая). Самки приносят по одному, реже по два детёныша. Летучие мыши рождаются розовыми и лысыми, с непропорционально большими ногами, которыми они хватаются за шерсть матери. Первые три недели они питаются молоком, затем остаются на насесте, пока мать улетает на поиски пищи. В шесть недель они уже могут добывать себе пропитание самостоятельно. Половая зрелость у самок наступает в возрасте 1 года, у самцов — в 15 месяцев. Средняя продолжительность жизни составляет 7 лет для самцов и 16 лет для самок.

## Меры охраны
Внесён в Европейский Красный список, Красные книги города Москвы, Свердловской Челябинской, Курганской и Томской и Нижегородской областей, Республики Татарстан. Охраняется в заповеднике «Денежкин Камень» и природном парке «Оленьи Ручьи».